# 헤이룽장성
헤이룽장성(중국어 간체자: 黑龙江省, 정체자: 黑龍江省, 병음: Hēilóngjiāng Shěng) 또는 흑룡강성은 중국 둥베이 지방에 있는 성이다. 남쪽으로 지린성, 서쪽으로 내몽골 자치구와 닿아 있으며, 러시아와도 국경을 마주하고 있다. 성의 이름은 아무르강의 중국어 이름인 헤이룽 강에서 따왔다.

## 역사
헤이룽장성 지역의 역사적인 기록은 빈약하다. 진대부터 숙신, 예맥, 동호의 삼대 민족계통이 살아오고 있었다. 숙신은 한대의 읍루이며 위진 시대에는 물길, 수당시대에는 말갈, 송대에는 여진이라고 불렸으며 청대에는 만주라고 칭하였다.
헤이룽장성 일대에서 처음으로 일어선 국가는 예맥 계통의 부여이다. 고구려는 부여로부터 갈라져 나왔다. 헤이룽장성의 동부는 발해가 7세기부터 10세기까지 지배했었다. 그 후 여진족의 금 왕조가 회령부(지금의 하얼빈시 아청구 바이청) 지역에서 발흥하여 중국 북부를 지배했었다.
원대에는 개원로(開元路), 수달달로(水達達路)가 설치되어 랴오양행성(遼陽行省)에 속하게 되었다.
명대에는 노아간도사(奴兒干都司)가 여진족들을 간접적으로 지배했었다.
청 초기에는 영고탑앙방장경(寧古塔昻邦章京)이 설치되었다가 후에 현재의 지린성으로 옮긴 후 지린장군으로 개칭한다. 1683년 (강희 22년) 새로 헤이룽장 장군이 증설되어 헤이룽장성 유역의 광재한 지역을 관할하였다. 그 범위는 북쪽으로 스타노보이산맥에까지 이르렀다. 동북 지방은 한족이 이주할 수 없도록 되어 있었다.
그러나 1858년과 1860년에 청 정부가 아무르강과 우수리강 사이의 땅을 포기하고 러시아에게로 넘기게 되면서 헤이룽장성은 현재의 북동쪽 경계를 가지게 되었다. 동시에 한족에 대한 동북 지역의 봉금령이 풀리면서 한족들이 대거 이주하기 시작하여 이미 20세기 초반에는 한족 인구가 주가 되게 되었다. 1932년에는 헤이룽장성이 일제의 괴뢰정부인 만주국의 한 부분이 되기도 했다. 1945년 일제의 패망 이후 소련 군대가 동북지방에 들어와서 거의 대부분의 통제권을 중국의 공산주의자들에게 주게 된다. 헤이룽장성은 처음으로 중국인 공산주의자들에 의하여 완전히 통치되는 지역이 된다. 동북지역으로부터 공산주의자들은 국공 내전을 실행할 준비를 하게 된다.
공산당의 지배가 시작되면서 헤이룽장성은 치치하얼을 성도로 하여 현재의 서부 지역만을 차지하게 되었다. 나머지 지역은 하얼빈을 성도로 하는 쑹장 성이 통치를 하였다. 1954년에 두 지역이 합쳐지면서 현재의 헤이룽장성을 이루게 되었다. 문화 대혁명 시기 동안 헤이룽장성은 네이멍구 자치구의 후룬베이얼 맹을 흡수하여 팽창하였으나 복귀되었다.
1959년 다칭 유전이 개발되면서 전국 최대의 생산을 자랑하기도 했으나, 근래에 생산량이 급감하였다.

## 지리
헤이룽장성의 지형은 산악지대와 평원이 교차하여 분포하는 형태를 보인다. 주요 산지로는 다싱안링산맥, 샤오싱안링산맥, 장광차이산(張廣才山), 랴오예링(老爺嶺), 완다산(完達山) 등이 있다. 가장 높은 곳은 지린성과의 경계에 솟은 다투딩쯔산(大禿頂子山)으로 1690m이다.
산맥들 사이에는 상대적으로 저평한 평원이 펼쳐져 있는데, 주요 평원으로는 둥베이 평원을 이루는 싼장 평원(三江平原), 싱카이호 평원(興凱湖 平原), 쑹넌 평원(松嫩平原) 등이 있다. 아무르강의 지류인 쑹화강, 눈강(넌장강), 무단강 등이 평원을 흐르고 있다. 성의 북쪽 경계는 아무르강이며, 싱카이호(興凱湖)는 러시아의 프리모르스키 크라이와의 경계에 위치하고 있다.
헤이룽장성은 아한대기후이다. 겨울은 춥고 길며 평균기온은 1월에 -31도에서 -15도 사이이며 여름은 짧고 시원하고 평균기온은 18도에서 23도 정도이다. 평균 강우량은 500-600mm이며 여름에 그 대부분이 내린다.

## 행정 구역
헤이룽장성은 13개의 지급 행정구역으로 구분된다. 12개는 시이고 1개는 지구이다. 내용은 다음과 같다.
| 헤이룽장성의 행정 구역 | 헤이룽장성의 행정 구역       | 헤이룽장성의 행정 구역 | 헤이룽장성의 행정 구역 | 헤이룽장성의 행정 구역 | 헤이룽장성의 행정 구역 | 헤이룽장성의 행정 구역 |
| ---------------------- | ---------------------------- | ---------------------- | ---------------------- | ---------------------- | ---------------------- | ---------------------- |
|                        |                              |                        |                        |                        |                        |                        |
| №                      | 이름                         | 한자                   | 병음                   | 면적 (Km2)             | 인구 (2020년)          | 시청소재지             |
| 부성급시               |                              |                        |                        |                        |                        |                        |
| 1                      | 하얼빈시 (합이빈시)          | 哈尔滨市               | Hā'ěrbīn Shì           | 53523.50               | 10,009,900             | 쑹베이 구              |
| 지급시                 |                              |                        |                        |                        |                        |                        |
| 2                      | 치치하얼 시 (제제합이시)     | 齐齐哈尔市             | Qíqíhā'ěr Shì          | 42205.81               | 4,067,500              | 젠화 구                |
| 3                      | 무단장 시 (목단강시)         | 牡丹江市               | Mǔdānjiāng Shì         | 38679.80               | 2,290,200              | 둥안 구                |
| 4                      | 자무쓰 시 (가목사시)         | 佳木斯市               | Jiāmùsī Shì            | 32704.00               | 2,156,500              | 첸진 구                |
| 5                      | 다칭 시 (대경시)             | 大庆市                 | Dàqìng Shì             | 21222.03               | 2,781,600              | 싸얼투 구              |
| 6                      | 지시 시 (계서시)             | 鸡西市                 | Jīxī Shì               | 22488.46               | 1,502,100              | 지관 구                |
| 7                      | 솽야산 시 (쌍압산시)         | 双鸭山市               | Shuāngyāshān Shì       | 22036.19               | 1,208,800              | 젠산 구                |
| 8                      | 이춘 시 (이춘시)             | 伊春市                 | Yīchūn Shì             | 32759.66               | 878,900                | 이춘 구                |
| 9                      | 치타이허 시 (칠대하시)       | 七台河市               | Qītáihé Shì            | 6221.42                | 689,600                | 타오산 구              |
| 10                     | 허강 시 (학강시)             | 鹤岗市                 | Hègǎng Shì             | 14679.98               | 891,300                | 싱산 구                |
| 11                     | 헤이허 시 (흑하시)           | 黑河市                 | Hēihé Shì              | 66802.65               | 1,286,400              | 아이후이 구            |
| 12                     | 쑤이화 시 (수화시)           | 绥化市                 | Suíhuà Shì             | 34964.17               | 3,756,200              | 베이린 구              |
| 지구                   |                              |                        |                        |                        |                        |                        |
| 13                     | 다싱안링 지구 (대흥안령지구) | 大兴安岭地区           | Dàxīng'ānlǐng Dìqū     | 46,755.00≈             | 331,300                | 자거다치 구            |

13개의 지급 행정구역은 다시 128개의 현급 행정구역(64개의 시할구, 18개의 현급시, 45개의 현, 1개의 자치현)으로 나뉜다.

## 경제
헤이룽장성의 공업은 중공업을 주로하며 주요한 것으로는 목재, 석탄, 석유와 기계공업이다. 헤이룽장성은 중국의 중요한 유전인 다칭 유전(중국어 정체자: 大慶油田, 병음: Dàqìng Yóutián 대경유전[*])과 치치하얼 유전(중국어 정체자: 齊齊哈爾油田, 병음: Qíqíhāěr Yóutián 제제합이유전[*])의 소재지이다. 1990년대부터 중국은 원시림의 채벌을 금지한다는 정책을 발표했고 산림을 육성하도록 하였다.
헤이룽장성은 토지가 비옥하며 땅은 넓고 사람이 적다. 이곳은 줄곧 중국의 중요한 식량 생산 지대였는데 옥수수, 수수, 노란 콩이 주요한 식량이다. 또한 북쪽의 대면적 황무지 농장의 건설로 이곳은 ‘북방의 거대한 곡창’(北大倉)이라고 불릴 만큼 중국의 대표적 농업지역이 되었다. 그러나 현재 지력이 다소 떨어져서 차츰 목축업으로 전환하는 중이다. 각 연하 평야에서는 또한 고품질의 동북 쌀을 생산한다. 동북평원농업의 기계화 정도는 매우 높아서 사탕무, 야마의 생산량은 중국 각 성의 제 1위를 차지하고 있다.
국경지대의 항구를 개방함으로써 대외무역이 급속하게 발전하였고, 동부 요충지인 무단장 시(牧丹江市) 아래의 수분하는 중국대 러시아의 무역의 주요항구가 되어 러시아 상인이 대량 유입되었는데 매일 무역액이 천만에 도달한다.
헤이룽장성은 중국지역 중 담수 어류의 천연자원이 가장 풍부한 성이다. 또한 연어가 많이 나는 것으로 유명하다.

## 교통
헤이룽장성은 철도 노선이 가장 긴 성으로, 거의 모든 주요 도시에 기차가 개통되었고 하얼빈은 기관차 차량 제조 공장을 가지고 있다. 도로․ 내륙하천의 항로도 비교적 발달해 있다. 하얼빈의 타이핑 국제공항과 무단강의 무단장 하이랑 공항과 치치하얼의 싼자쯔국제공항의 항로는 전국 주요 도시와 소수 경외 도시로 통한다. 쑤이펀허시(绥芬河市)는 전 중국에서 첫 민영공항을 세웠다.

## 인구
소수민족에는 만주족(104만 명), 한민족(39만 명), 몽골족(14만 명), 회족(12만 명), 다우르족(4만 명), 어룬춘족(3,871명), 허저족(나나이족, 3,910명), 어원커족(예벤키족, 2,706명) 등이 있다. 두얼보터 몽골족 자치현이 있으며 그 밖에 치치하얼시에는 메이리쓰 다우르족 구가 있다. 허저족은 중국인 수가 가장 적은 민족 중에 하나인데 총수가 4,640명뿐이고 싼장평원 지역에 분포되어 있다.

## 문화
헤이룽장성에는 한 곳의 국가역사문화도시와 28곳의 국가중요문물보호단체가 있다.
- 국가역사문화도시 : 하얼빈
- 국가중요문물보호단체 : 치치하얼(1996년), 닝안(1996년), 아청(1996년), 이란(1996년), 후란(1996년)

## 여행지

### 중국 국가 5A급 여행관광 풍치지구(中國國家5A級旅遊景區)
- 하얼빈 시
  - 하얼빈시 태양도공원(哈尔滨市太阳岛公园 하얼빈스 타이양다오 궁위안[*])

### 중국 국가 4A급 여행관광 풍치지구(中國國家4A級旅遊景區)
- 하얼빈 시
  - 헤이룽장성 과학기술관(黑龙江省科学技术馆 헤이룽장성 커쉐지수관[*])
  - 하얼빈 색비아교당 관광풍치지구(哈尔滨索菲亚教堂景区 하얼빈 쒀페이야자오탕 징취[*])
  - 하얼빈 헤이룽장 전시탑룡탑 여행지역(哈尔滨黑龙江电视塔龙塔旅游区 하얼빈 헤이룽장 뎬스타룽타 뤼유취[*])
  - 썬궁핑산 여행지역(森工平山旅游区 썬궁핑산 뤼유취[*])
  - 하얼빈 금원문화 여행지역(哈尔滨金源文化旅游区 하얼빈 진위안원화 뤼유취[*])
  - 얼룽산 여행풍경지역(二龙山旅游风景区 얼룽산 뤼유펑징취[*])
  - 아포력 스키 여행바캉스지역(亚布力滑雪旅游度假区 야부리 화쉐 뤼유두자취[*])
- 이춘 시
  - 탕왕강림해기석 풍경지역(汤旺河林海奇石风景区 탕왕 허린하이치스 펑징취[*])
  - 이춘가음 공룡 국가지질공원(伊春市嘉荫恐龙国家地质公园 이춘스자인 쿵룽 궈자디즈궁위안[*])
  - 이춘오영 국가삼림공원(伊春五营国家森林公园 이춘우잉 궈자썬린궁위안[*])
- 다칭 시
  - 다칭 유전 역사전시관(大庆油田历史陈列馆 다칭유톈 리스천례관[*])
  - 다칭철인 왕진희 기념관(大庆铁人王进喜纪念馆 다칭톄런 왕진시 지녠관[*])
- 헤이허 시
  - 헤이허 오대련지 풍경명승지역(黑河市五大连池风景名胜区 헤이허스 우다롄츠 펑징밍성취[*])
- 무단장 시
  - 경박호 풍경명승지역(镜泊湖风景名胜区 징보후 펑징밍성취[*])
  - 닝안화산구 국가삼림공원(宁安火山口国家森林公园 닝안훠산커우 궈자썬린궁위안[*])
- 치치하얼 시
  - 헤이룽장 찰롱 국가 급자연보호지역(黑龙江扎龙国家级自然保护区 헤이룽장 자룽 궈자 지쯔란바오후취[*])
  - 치치하얼 명월도 풍경지역(齐齐哈尔明月岛风景区 치치하얼 밍웨다오 펑징취[*])

### 국가 중요풍경명소 지구(國家重點風景名勝區)
- 경박호(镜泊湖 징보후[*])
- 오대련지(五大连池 우다롄츠[*])

### 기타
- 하얼빈 시
  - 중국 하얼빈 국제빙설절(中国哈尔滨国际冰雪节 중궈 하얼빈 궈지빙쉐제[*])
  - 731부대 죄증유적(731部队罪证遗址 731 부두이 쭈이정이즈[*])
  - 소홍고거(萧红故居 샤오훙구쥐[*])
  - 하얼빈 삼림식물원(哈尔滨森林植物园 하얼빈 썬린 즈우위안[*])
  - 염가강 구석기시대 유적(阎家岗旧石器时代遗址 옌자강 주스치스다이 이즈[*])
  - 옥천수렵장(玉泉狩猎场 위촨 서우례창[*])
  - 쑹펑산 자연보호지역(松峰山自然保护区 쑹펑산 쯔란바오 후취[*])
  - 일면파 국가삼림공원(一面坡国家森林公园 이몐포 궈자 썬린궁위안[*])
  - 향지비림(尚志碑林 상즈베이린[*])
- 무단장 시
  - 무단장설보(牡丹江雪堡 무단장 쉐바오[*])

## 같이 보기
- 신민부